# Cher Asile
Cher Asile, Cher-Asile – osada (buurt) w dzielnicy Berg Altena, miasta Willemstad, w dystrykcie Willemstad, w kraju autonomicznym Curaçao, należącym do Holandii, w Ameryce Południowej. 20 października 2023 r. liczyła 751 mieszkańców. Pod względem liczby ludności jest największą osadą w dzielnicy.  